# Robert H. M. Davidson

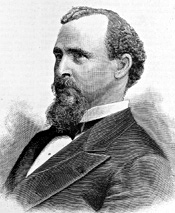
Robert H. M. Davidson

Robert Hamilton McWhorta Davidson (* 23. September 1832 bei Quincy, Gadsden County, Florida; † 18. Januar 1908 ebenda) war ein US-amerikanischer Politiker. Zwischen 1879 und 1891 vertrat er den Bundesstaat Florida im US-Repräsentantenhaus.

## Leben
Robert Davidson besuchte die öffentlichen Schulen seiner Heimat und die Quincy Academy. Nach einem anschließenden Jurastudium an der University of Virginia in Charlottesville und seiner im Jahr 1853 erfolgten Zulassung als Rechtsanwalt begann er in Quincy in seinem neuen Beruf zu arbeiten. Politisch war Davidson Mitglied der Demokratischen Partei. In den Jahren 1856 bis 1859 saß er als Abgeordneter im Repräsentantenhaus von Florida; danach gehörte er von 1860 bis 1862 dem Staatssenat an. Während des Bürgerkrieges diente Davidson in der Armee der Konföderation, in der es bis zum Oberstleutnant brachte.
1865 war Davidson Delegierter auf einer Versammlung zur Überarbeitung der Verfassung von Florida. Bei den Kongresswahlen des Jahres 1876 wurde er im ersten Wahlbezirk seines Staates in das US-Repräsentantenhaus in Washington, D.C. gewählt, wo er am 4. März 1877 die Nachfolge von Jesse Johnson Finley antrat. Nach sechs Wiederwahlen konnte er bis zum 3. März 1891 sieben Legislaturperioden im Kongress absolvieren. Zwischen 1883 und 1889 war Davidson Vorsitzender des Eisenbahn- und Kanalausschusses. Im Jahr 1890 wurde er von seiner Partei nicht mehr zur Wiederwahl nominiert.
Von 1897 bis 1898 war er Eisenbahnbeauftragter des Staates Florida. Ansonsten arbeitete er bis zu seinem Tod am 18. Januar 1908 in Quincy als Anwalt.